# 몬티 파이튼의 비행 서커스
몬티 파이튼의 비행 서커스(영어: Monty Python's Flying Circus)는 영국의 코미디 그룹인 몬티 파이튼이 직접 제작한 텔레비전 프로그램으로, 영국 공영방송인 BBC에서 1969년에서 1974년까지 방영되어 큰 인기를 끌었다. 개그와 재치, 풍자, 애니메이션 기법을 혼합하여 잘 활용한 작품으로 평가받고 있으며, 서구권 코미디에 큰 영향력을 미쳤다.